# Allobates sumtuosus
Espèce
Synonymes
- Colostethus sumtuosus Morales, 2002 "2000"
- Allobates spumaponens Kok & Ernst, 2007

Statut de conservation UICN

 DD  : Données insuffisantes
Allobates sumtuosus est une espèce d'amphibiens de la famille des Aromobatidae.

## Répartition
Cette espèce se rencontre :
- au Brésil dans l’État de Pará ;
- au Guyana ;
- au Suriname ;
- au Pérou dans la région de Loreto.

Sa présence est incertaine en Colombie.

## Taxinomie
Allobates spumaponens a été placée en synonymie avec Allobates sumtuosus par Simões, Kaefer, Farias et Lima en 2013.

## Publication originale
- Morales, 2002 "2000" : Sistemática y biogeografía del grupo trilineatus (Amphibia, Anura, Dendrobatidae, Colostethus), con descripción de once nuevas especies. Publicaciones de la Asociación de Amigos de Doñana, no 13, p. 1-59.